# Спор
Спорът е обсъждане, в което се сблъскват различни гледни точки на участниците.
По време на спор се изясняват разногласията между двама или повече спорещи. За да има спор, е нужно да има различно виждане или разногласия между участниците.
Ако няма разногласия или ако участниците в спор стигнат до единомислие, спорът се приключва, достигането на единомислие се нарича още консенсус.
Възможно е различията между участниците да достигнат точка, в която спорът се превръща в „нерешим“, т.е. невъзможност за достигане на единомислие.
Когато участниците в един спор продължат да настояват на гледните си точки и никоя страна не желае да направи отстъпки, възможно е да се получи ожесточен спор. Ожесточаването на спора води до възникване на конфликти.
За да бъде решен даден спор, е нужно да има отстъпки от едната или другата страна, желание за изслушване на събеседниците, толерантност, взаимно уважение. Отстъпката по същество, правена по време на спор, се нарича още компромис.

## Синоними
Диспутът е научен спор пред публика.
Други думи с подобно значение са: дискусия, караница, препирня, сблъсък.
Относно разрешаването на спорове в Уикипедия вижте У:СПОР.